# Achille Gennarelli
Achille Gennarelli (Napoli, 17 marzo 1817 – Firenze, 20 ottobre 1902) è stato un patriota, politico, archeologo giornalista, e bibliofilo italiano.

## Biografia
Fu direttore de «il Saggiatore, giornale romano di storia, letteratura, belle arti e varietà», diretto assieme a Paolo Mazio.
Visse a Roma e a Firenze dove ebbe incarichi ministeriali.